# Ингушский конный полк
Ингушский конный полк — национальная (туземная) кавалерийская часть Русской императорской армии. Входил в состав Кавказской туземной конной дивизии.

## Формирование и кампании полка

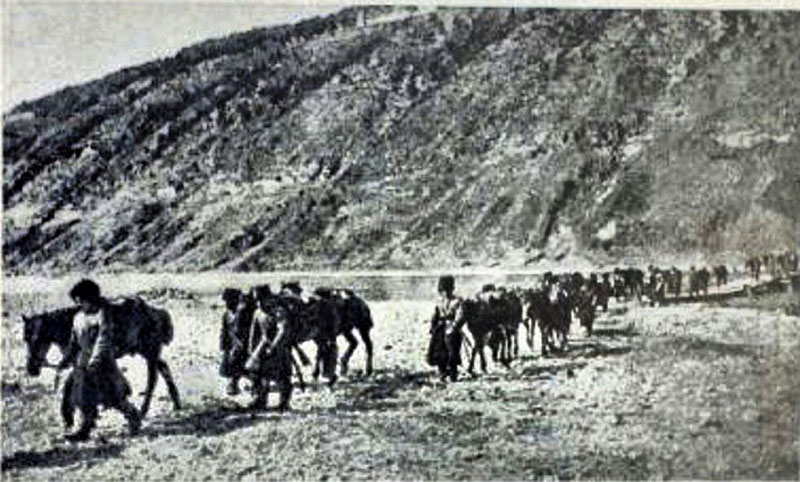
Всадники Ингушского конного полка переходят Днестр. 1915 г.

О формировании четырёхсотенного конного полка из ингушей Назрановского округа было объявлено 9 августа 1914 года. Сбором добровольцев занимался старший помощник начальника Назрановского округа подполковник Эдиль-Султан Беймурзаев. 11 сентября во Владикавказ из Петербурга прибыл полковник Мерчуле, назначенный командиром Ингушского конного полка.
В первой половине октября полк, в составе дивизии, передислоцировался в Подольскую губернию. В начале ноября Кавказская туземная конная дивизия была включена в состав 2-го кавалерийского корпуса генерал-лейтенанта Гусейн Хана Нахичеванского. 26 ноября, в Львове, командир корпуса Хан Нахичеванский произвел смотр дивизии. Прямо со смотра полки дивизии выдвигались в район юго-западнее города Самбора.
8-9 декабря разъезды и разведывательные сотни 3-й бригады (Черкесский и Ингушский полки) Кавказской туземной конной дивизии впервые вступили в соприкосновение с противником в Карпатах. Ингушский полк вступил в первый бой с противником 13 декабря 1914 года у села Рыбне.
15 февраля 1915 года Ингушский полк вместе с Черкесским полком овладел важным опорным пунктом неприятеля на северо-западных подступах к городу Станиславову, дер. Цу-Бабино, а 18-19 февраля участвовал во взятии Станиславова.
2 мая захватил стратегический пункт, село Устье-над-Прутом. 25-26 мая участвовал в отражении наступления противника на р. Прут, у дер. Видынув и Тулава. 27 мая составлял арьергард дивизии при отступлении к Днестру, задержав противника на сутки и разбив австрийский пехотный батальон атакой у села Ясенево-Польное. 28 мая полк последним из частей 2-го кавалерийского корпуса переправился на левый берег Днестра и занял оборону от Усечки до Залещиков. На следующий день был выведен в резерв, но в связи с переправой противника на левый берег Днестра в пешем строю (три сотни из четырёх) был выдвинут на усиление позиций 1-й бригады дивизии у Жежавы.
В июне-июле 1915 года полк охранял берег Днестра у села Ивание. 5-6 июля 2-я и 3-я сотни участвовали в ночном бою у дер. Колодрубки, отразив наступление превосходящих сил противника.
1 сентября дивизия была переброшена в междуречье Стрыпи и Серета с задачей обеспечить левый фланг 11-го армейского корпуса, отражавшего натиск неприятеля южнее Тернополя. 27-29 сентября части дивизии с приданным 2-м батальоном Старооскольского пехотного полка вели бои у деревни Петликовце-Нове. 10 декабря дивизия была возвращена на левый берег Днестра, в район деревень Латач, Шутроминце, Усечко.
22 мая 1916 года дивизия перешла к преследованию выбитых с началом Брусиловского прорыва с укрепленных позиций австрийцев. 2-я и 3-я бригады, вошедшие в состав 33-го армейского корпуса 9-й армии 30 мая переправились через Днестр, чтобы вести наступление в направлении городов Тлумач и Станиславов.
15 июля 1916 года полк взял занятую германскими войсками укреплённую деревню Езераны, при в плен было взято 134 солдата и один офицер 48-го и 56-го германских пехотных полков, 230 немцев было убито. Полк захватил 2 тяжелых германских орудия целыми и 3 взорванными. 26 июля подразделения полка вместе с пехотинцами выбили противника из дер. Пшеничники.
В конце сентября 1916 года 1-я и 3-й бригады дивизии, включённой в состав 4-й армии вновь образованного Румынского фронта, были переброшены из района Станиславова в Лесистые Карпаты, юго-западнее городов Надворная и Ворохта. С начала декабря дивизия вступила в бои с немцами в Восточных Карпатах, близ городов Роман и Бакеу, юго-западнее Ясс.
Осенью в полку была сформирована 5-я сверхштатная («абрекская») сотня из абреков, «прощённых государем» за различные проступки. Сотней командовал осетин ротмистр Георгий Алексеевич Кибиров. Предполагалось перевести в пятисотенный состав и остальные полки дивизии, но в марте 1917 года Ставка отменила переформирование, приказав распределить всадников и офицеров «абрекской» сотни по другим сотням Ингушского полка.
В январе-феврале 1917 года дивизия была отведена в тыл и распределена по бессарабским сёлам для отдыха и пополнения. После февральской революции в полках сохранилась дисциплина.
В начале июня, в связи с готовящимся наступлением Юго-Западного фронта, дивизия вошла в состав 12-го армейского корпуса 8-й армии и была спешно переброшена в Галицию, в район города Станиславова. 25 июня дивизия перешла в наступление от Станиславова к городам Калушу и Долине. 26 июня 4-я сотня Ингушского полка атаковала превосходящие силы неприятеля у села Циенжув, обратив противника в бегство и захватив 8-дюймовое орудие. 27 июня 3-я бригада дивизии вместе с частями 56-й пехотной дивизии заняла с боем переправу у дер. Блудники. 3 июля полк в составе дивизии участвовал в бою под Новицей.
В начале июля 1917 года дивизия была переведена в состав разложившейся 11-й армии с целью укрепить рассыпающийся фронт. 10 июля дивизия выступила от Станиславова через Нижнев, переправилась через Днестр и двинулась через Чортков к реке Збруч, к государственной границе России 1914 года. 12 июля Ингушский полк, а за ним 1-я бригада были выдвинуты к дер. Мшанец для содействия 6-му армейскому корпусу в ликвидации прорыва противника у города Трембовля. С утра 14 июля 3-я бригада с двумя орудиями 16-й Донской казачьей батареи, а затем и с Татарским конным полком сдерживала наступление противника у селения Перемыловки, прикрывая отступление 6-го и 41-го армейских корпусов с позиции у Хоросткова и Сухостава за реки Гнила и Збруч. В ночь на 17 июля Ингушский полк был выделен в распоряжение командира 41-го армейского корпуса для несения разведывательной службы перед фронтом корпуса на правом берегу Збруча. Благодаря действиям подразделений полка, наступление противника было приостановлено на три дня, и пехота смогла закрепиться на восточном берегу реки Гнилы.
В августе 1917 года началась переброска Кавказской конной дивизии из Подольской губернии в Псковскую губернию, к Новосокольникам, а оттуда на станцию Дно, где вошли в состав отдельной Петроградской армии генерала Крымова. Приказом Верховного Главнокомандующего генерала Корнилова № 654 от 21 августа 1917 года Кавказская туземная конная дивизия была развернута в Кавказский туземный конный корпус из двух дивизий. 2-ю бригаду 2-й Кавказской туземной конной дивизии должны были составить Ингушский, 1-й и 2-й Осетинские конные полки. 27 августа на станции Дно Черкесский и Ингушский полки были погружены в эшелоны для выдвижения к Петрограду. 28 августа эшелоны Ингушского полка прибыли на станцию Сусанино, откуда была направлена разведка в сторону Гатчины и Петрограда. 30 августа, после возвращения разведчиков, полк отошёл за станцию Вырица, где расположился в ожидании распоряжений Временного правительства.
После Октябрьского переворота, в связи с падением Временного правительства, Кавказский конный корпус перешёл в подчинение Центральному Комитету Союза объединённых горцев Северного Кавказа и Дагестана, формально оставаясь под началом командующего Кавказской армией на Турецком фронте. Осенью полки дивизии вернулись в места первоначального формирования. Полковник Котиев в Назранском округе был избран начальником отряда по поддержанию мира между ингушами и терскими казаками.
1 декабря 1917 года было сформировано коалиционное Терско-Дагестанское правительство, в подчинении которому находились разбросанные по разным районам полки Кавказского конного корпуса. Командир корпуса Половцев попытался сохранить управление, изменив состав дивизий. Ингушский и Чеченский конные полки вошли в состав 2-й бригады 1-й Кавказской туземной конной дивизии.
В начале 1918 года части корпуса были распущены.

## Командиры полка
- 11.09.1914-25.05.1917 — полковник Мерчуле, Георгий Алексеевич
- 25.05.1917-хх.хх.1917 — полковник Котиев, Арсланбек Байтиевич[1]

## Знамя полка
Пожалован 21 января 1916 года простой штандарт образца 1900 года. Кайма красная, шитье серебряное. Навершие образца 1857 года (армейское) высеребренное. Древко темно-зеленое с высеребренными желобками. Государственный герб. Штандарт был пожалован, но до полка не дошёл, так как к октябрю 1916 года он ещё не был изготовлен.

## Шифровка на погонах
Буквы Ин — жёлтые

## Форма полка
Колпак, погоны, башлык — светло-синие

## Известные люди, служившие в полку
- Мальсагов, Созерко Артаганович
- Марков, Анатолий Львович
- Принц Мюрат Наполеон Ахилович
- Светлейший князь Михаил Николаевич Грузинский
- Светлов, Валериан Яковлевич
- Шабельский-Борк Пётр Николаевич

## Полные кавалеры Георгиевского креста
Из числа бойцов полка полными кавалерами Георгиевского креста стали:
- Прапорщик Бексултан Бекмурзиев;
- Вахмистр Эсаки Дзагиев;
- Вахмистр Гусейн Костоев;
- Прапорщик Мурат Мальсагов;
- Прапорщик Муса Мальсагов;
- Подпоручик Асмибек Маматиев;
- Прапорщик Хаджи-Мурат Местоев;
- Прапорщик Ахмет Оздоев.

## Память

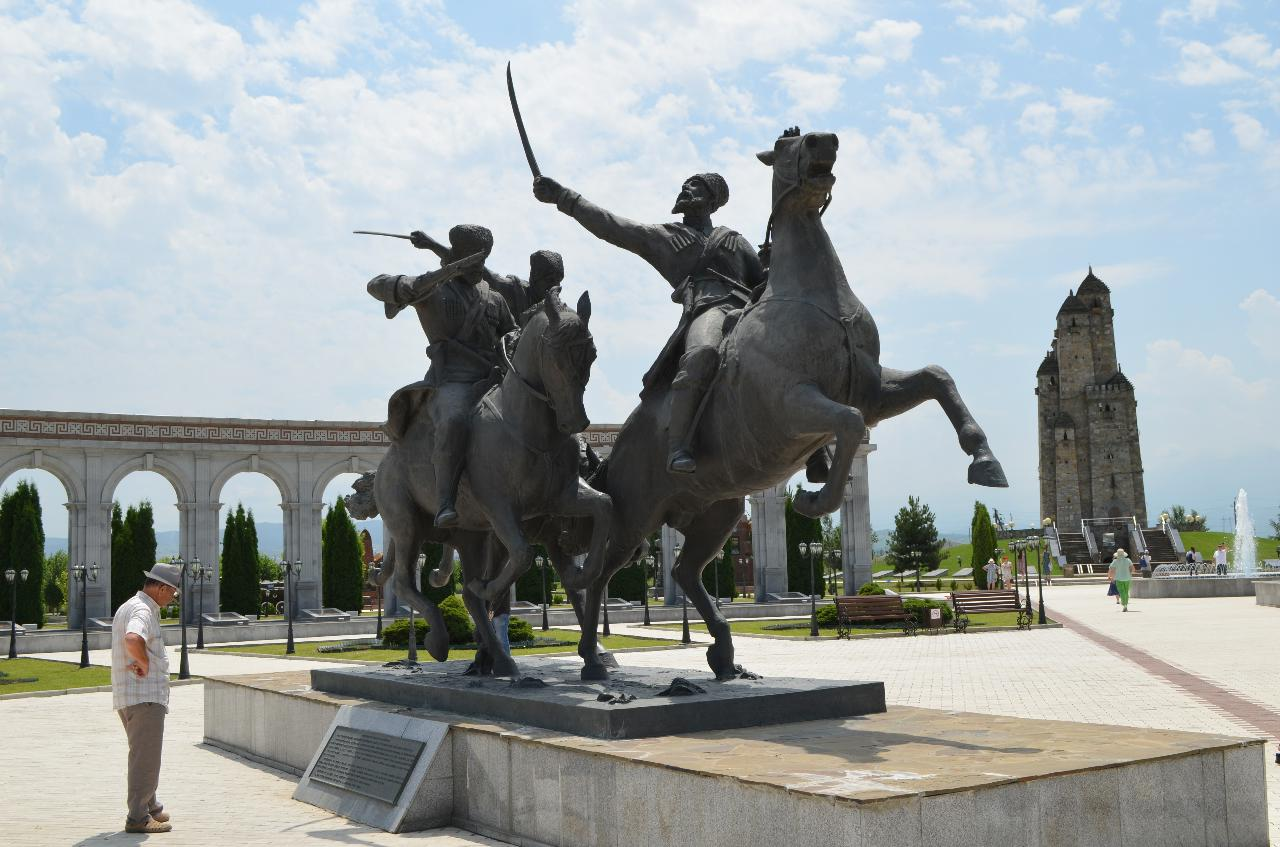
Памятник Ингушскому конному полку «Дикой Дивизии».

4 июня 2012 года на территории Мемориала памяти и славы в Назрани открыт памятник Ингушскому конному полку «Дикой Дивизии».